# 2 Lyga
La 2 Lyga es la tercera división de fútbol en Lituania creada en 1991 tras la independencia del país luego de la disolución de la Unión Soviética.

## Historia
La liga fue creada en 1991 y han tenido varios cambios de formato en su historia. Nunca se ha jugado como un solo grupo, ya que desde el inicio la liga se dividió en zonas norte y sur, las cuales están a cargo de las federaciones de cada zona, aunque en algunas temporadas la liga también contó con los grupos este y oeste por la variedad de ciudades representadas en la liga para abaratar costos, aunque en algunas ocasiones se ha otorgado un solo título de campeón general.
Los dos mejores equipos de la liga logran el ascenso a la 1 Lyga.

## Equipos 2024
En la temporada 2024 los equipos
1. FK Jonava,
2. Žalgiris B,
3. Sūduva B;
4. FK Šilutė,
5. Klaipėdos FM,
6. FKS Ukmergė,
7. FM Fortūna,
8. FK Viltis,
9. FK Saned,
10. FK Širvėna;
11. DFK Dainava B,
12. Džiugas B,
13. Neptūnas B,
14. Transinvest B;
15. FK Sveikata;
16. FK Dembava.[2]

## Ediciones anteriores
| Temporada | Campeones                    | Campeones                    | Campeones                    | Campeones                       |
| Temporada | Zona Norte                   | Zona Sur                     | Zona Este                    | Zona Oeste                      |
| 1991      | —                            | FK Makabis Vilnius           | —                            | FK Banga Gargždai               |
| 1991–1992 | FK Azotas Jonava             | FK Aidas Panevėžys           | —                            | FK Cementininkas Naujoji Akmenė |
| 1992–1993 | FK Vytis Kaunas              | FK Andas Vilnius             | —                            | FK Salantas Salantai            |
| 1993–1994 | WDB Kaunas                   | FK Lokomotyvas Vilnius       | —                            | FK Joginta Klaipėda             |
| 1994–1995 | FK Ranga-Politechnika Kaunas | FK Ranga-Politechnika Kaunas | FK Ranga-Politechnika Kaunas | FK Ranga-Politechnika Kaunas    |
| 1995–1996 | FK Inkaras-Grifas-2 Kaunas   | FK Inkaras-Grifas-2 Kaunas   | FK Inkaras-Grifas-2 Kaunas   | FK Inkaras-Grifas-2 Kaunas      |
| 1996–1997 | FK Babrungas Plungė          | FK Babrungas Plungė          | FK Babrungas Plungė          | FK Babrungas Plungė             |
| 1997–1998 | —                            | FK Anykščiai                 | —                            | Vakarų žemaičiai Mažeikiai      |
| 1998–1999 | —                            | PC Kalvarija                 | —                            | FK Žėrutis Radviliškis          |
| 1999      | FK Nevėžis-2 Kėdainiai       | FK Vėtra Rūdiškės            | —                            | Ekranas-2 Panevėžys             |
| 2000      | FK Sūduva Marijampolė        | FK Delintra Lentvaris        | —                            | FK Volna Kaliningrad            |
| 2001      | FK Atletas Kaunas            | FK Ekranas-2 Panevėžys       | —                            | Nafta Mažeikiai                 |
| 2002      | FK Kvintencija Kaunas        | FK Vėtra-2 Rūdiškės          | FK Ekranas-2 Panevėžys       | FK Banga Gargždai               |
| 2003      | FK Alytis Alytus             | FK Šviesa-2 Vilnius          | FK Mažeikiai                 | FK Atlantas-2 Klaipėda          |
| 2004      | FK Sūduva-2 Marijampolė      | Lietuvos paštas Vilnius      | FK Kruoja Pakruojis          | SM Šilutė-2                     |
| 2005      | FK Rodiklis Kaunas           | —                            | FK Kražantė Kelmė            | FK Atlantas-2 Klaipėda          |
| 2006      | FSK Anykščiai                | —                            | FK Ekranas-2 Panevėžys       | SM Šilutė-2                     |
| 2007      | Geležinis vilkas Vilnius     | —                            | FK Juventa-99 Šiauliai       | —                               |
| 2008      | Geležinis vilkas Vilnius     | —                            | —                            | FK Mažeikiai                    |
| 2009      | FBK Kaunas                   | —                            | —                            | FK Atlantas Klaipėda            |
| 2010      | REO Vilnius                  | —                            | —                            | FK Venta Kuršėnai               |
| 2011      | FK Polonija Vilnius          | —                            | —                            | FK Palanga                      |
| 2012      | FK Rūdupis Prienai           | —                            | —                            | FK Lokomotyvas Radviliškis      |
| 2013–2014 | FK Gariūnai Vilnius          | —                            | —                            | FK Juventa-99 Šiauliai          |
| 2014–2015 | FBK Kaunas                   | —                            | —                            | FK Juventa-99 Šiauliai          |
| 2015–2016 | FK Druskininkai              | FK TAIP Vilnius              | —                            | FK Širvėna Biržai               |
| 2016      | Stumbras B                   | Utenis B                     | —                            | FC Pakruojis                    |
| 2017      | FK NFA                       | —                            | —                            | Gargždų Pramogos–SC             |
| 2018      | FC Hegelmann Litauen         | —                            | —                            | FK Minija (2017)                |